# 크로크므시외
크로크므시외(croque-monsieur)는 빵 사이에 베샤멜 소스를 바르고 햄과 치즈를 올린 뒤 오븐에 구워서 만드는 프랑스식 샌드위치이다. 이름의 유래는 '바삭한'을 뜻하는 Croque, '아저씨'를 뜻하는 'monsieur'를 합친 말이다. 광산에서 광부들이 식어서 굳은 샌드위치를 난로에 올려놓아 익혀서 먹은 것에서 유래한 이 음식은 점심을 간단하게 때울때 주로 먹는다

## 변형
- 크로크 마담 : 달걀 프라이를 올려 놓는다.
- 크로크 프로방살 : 토마토를 넣는다.[3]
- 크로크 오베르냐 : 블뢰 도베르뉴 치즈를 넣는다.[4]
- 크로크 가녜 : 하우다 치즈와 앙두이 소시지를 넣는다.
- 크로크 노르베지앙 : 햄 대신에 훈제 연어를 넣는다.[5]
- 크로크 타르티플레트 : 감자 슬라이스와 레블로숑 치즈를 넣어 만든다.[3]
- 크로크 볼로네제 : 볼로녜세 소스를 넣는다.
- 크로크 세뇨르 : 토마토 살사를 넣는다.
- 크로크 하와이안 : 파인애플 슬라이스를 넣는다.

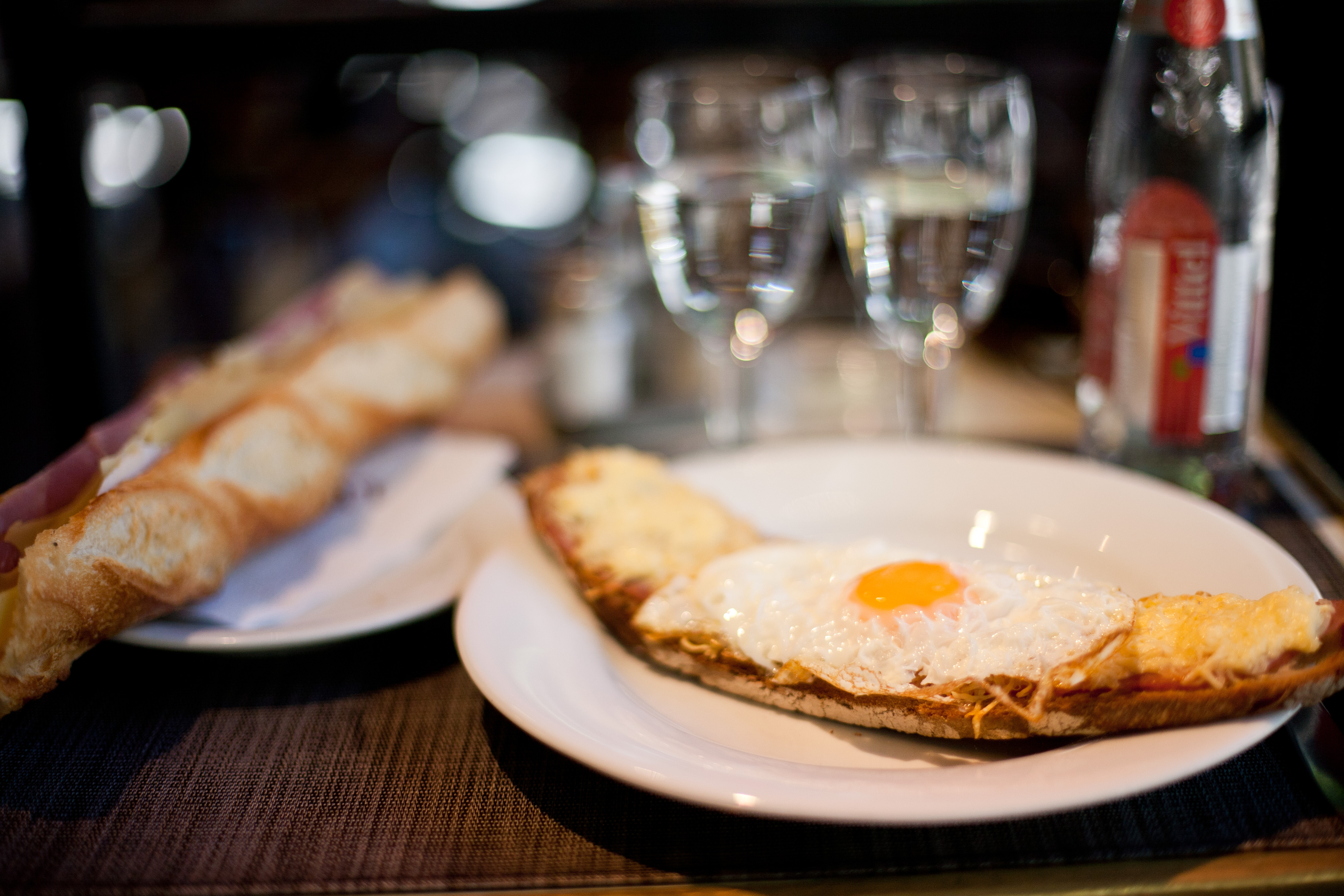
크로크마담
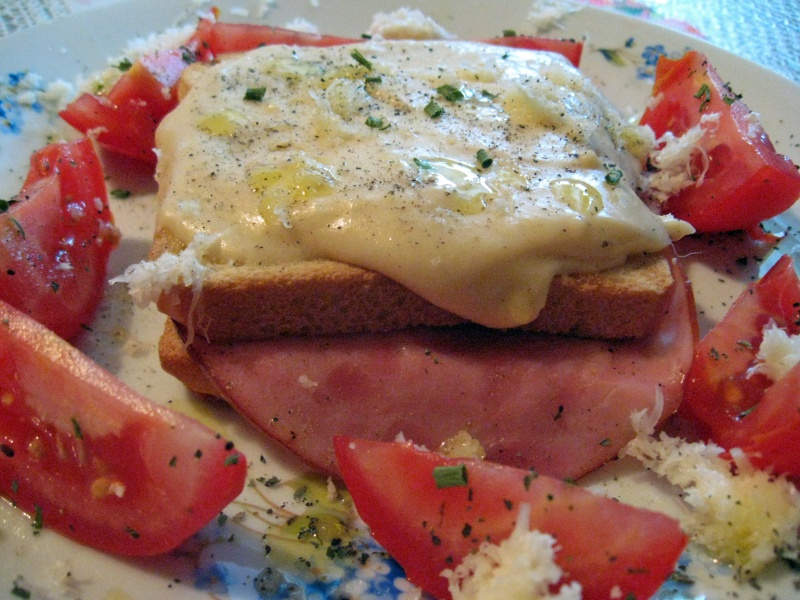
크로크 프로방살
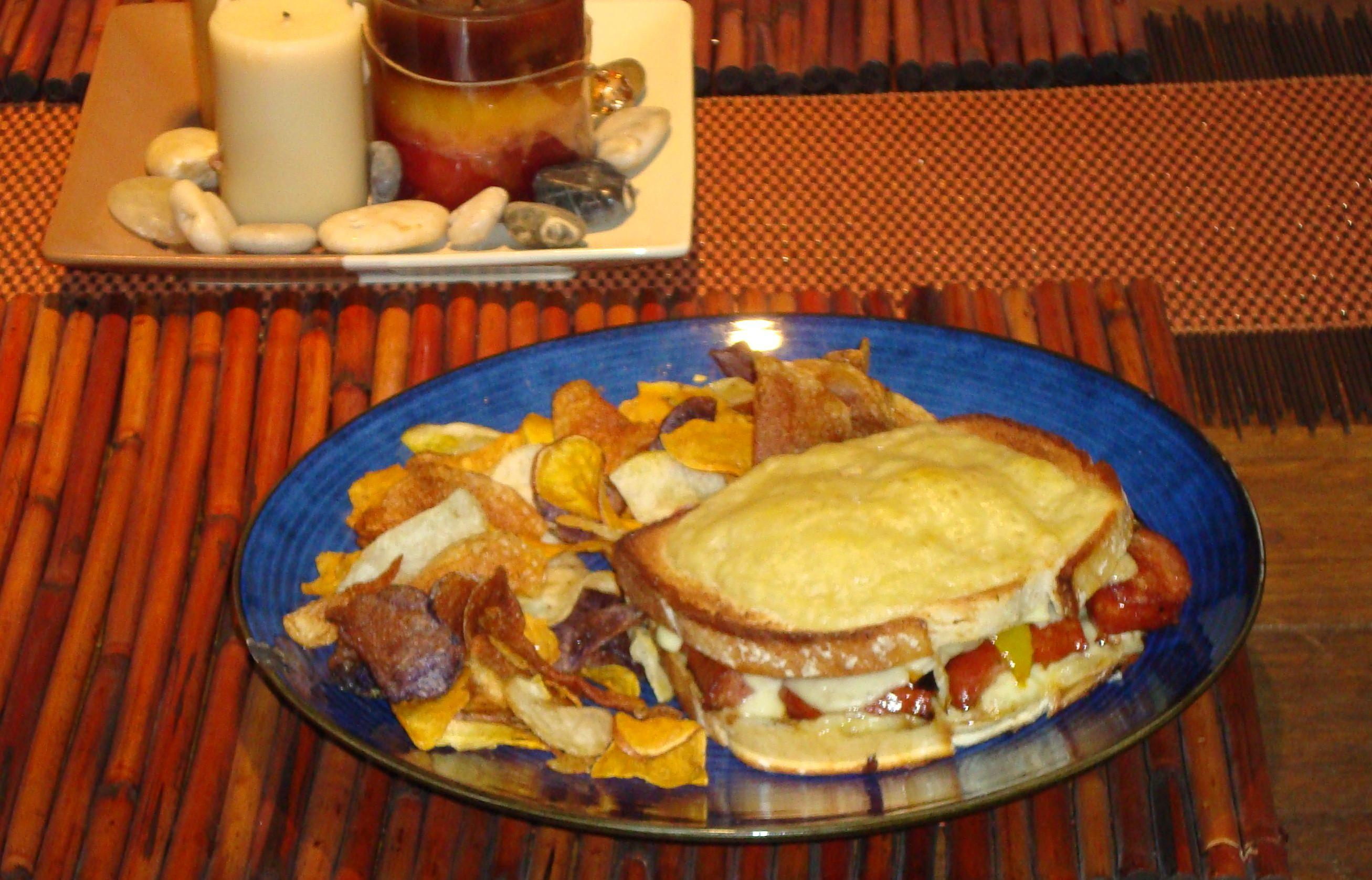
크로크 가녜

## 같이 보기
- 프란세지냐
- 웰시 레어빗